# MARTa Herford
玛塔·黑尔福德（德语：MARTa Herford）是德国黑尔福德市内一座当代艺术展览馆，由弗兰克·盖里设计，2005年落成。创始董事是比利时艺术家杨·荷特。
名字“MARTa”里的M代表Möbel（家具），ART意思是艺术，a代表Architektur（建筑）或Ambiente（环境）。

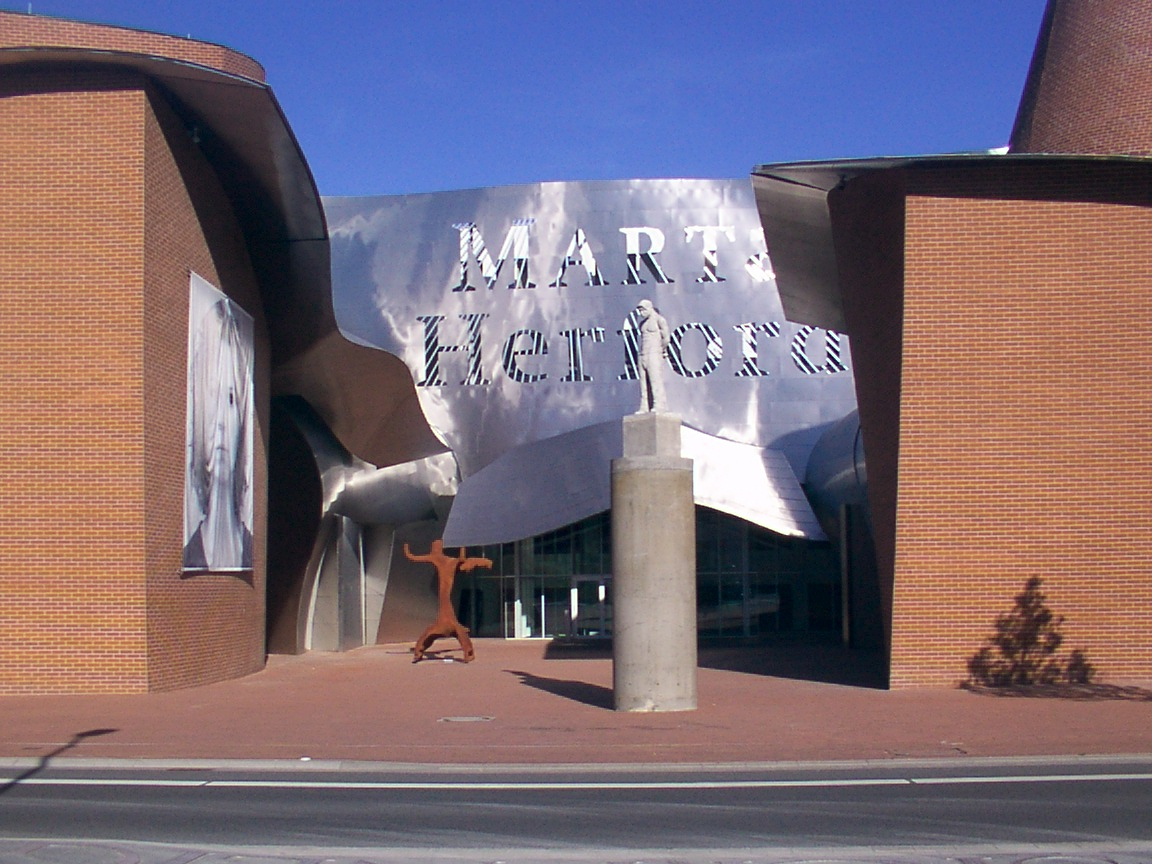
正门
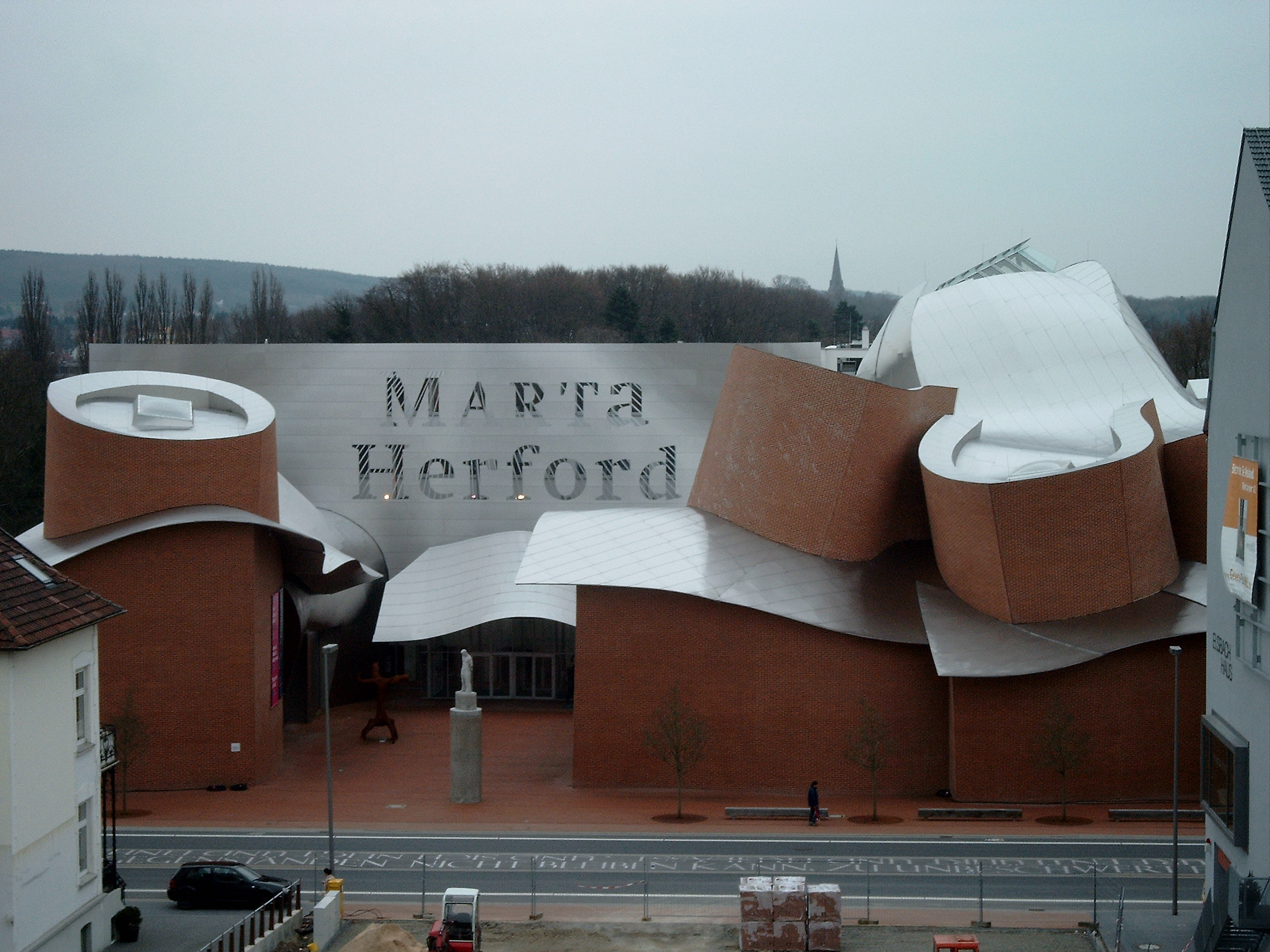
馆顶
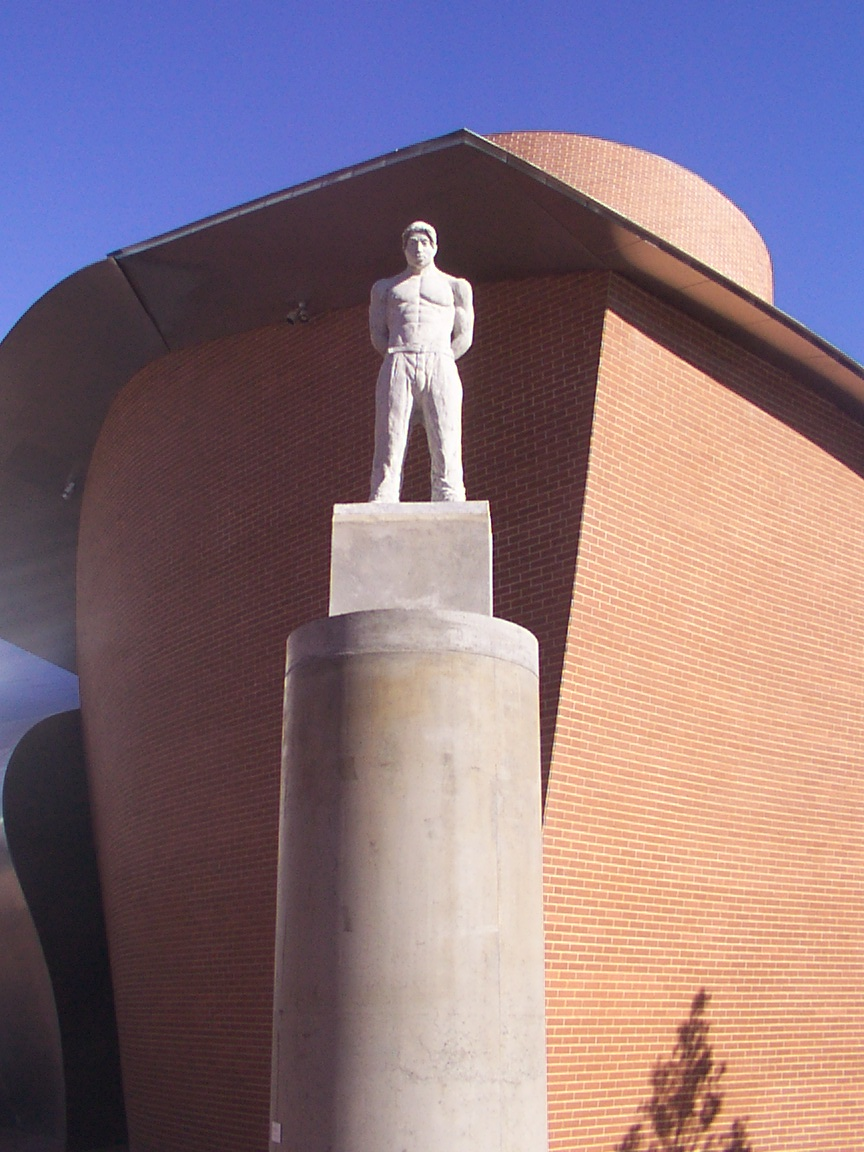
图派克·夏库尔像，作者是意大利观念艺术家Paolo Chiasera